# Unione Sportiva Cremonese 1988-1989
Questa voce raccoglie le informazioni riguardanti l'Unione Sportiva Cremonese nelle competizioni ufficiali della stagione 1988-1989.

## Stagione
Nella stagione 1988-1989 la Cremonese ha disputato il campionato di Serie B, classificandosi al quarto posto a pari merito con la Reggina: ha poi vinto per 4-3 ai tiri di rigore (dopo i tempi supplementari) lo spareggio con la squadra calabrese, ed è stata promossa in Serie A insieme a Genoa, Bari e Udinese.
È stata una Cremonese a trazione anteriore, con il miglior attacco della cadetteria, ma anche con una difesa ballerina, la peggiore delle squadre che hanno lottato per la promozione. Regolare il suo percorso, quarta con 22 punti al termine dell'andata, quarta con 44 punti anche alla conclusione del torneo. A due giornate dal termine aveva un punto di vantaggio su Reggina e Cosenza, ma spreca l'occasione di battere la Reggina allo Zini, con la gara che termina a reti inviolate; poi nell'ultima di campionato, a Licata, un nuovo pareggio (1-1) riporta le tre squadra a pari punti, mentre il Cosenza è tagliato fuori per il peggior rendimento negli scontri diretti. Con la Reggina si va così al vittorioso spareggio di Pescara.
Nella prima fase della Coppa Italia la Cremonese, inserita in un girone con Sampdoria, Lecce e Modena, pur vincendo tre gare su cinque, con Modena, Arezzo e Padova, si è dovuta accontentare del quarto posto, per una peggior differenza reti con Lecce e Modena.
I due gemelli del gol stagionali dei grigiorossi sono stati Edi Bivi con 15 reti e Gianfranco Cinello con 12 reti.

## Organigramma societario
Area direttiva
- Presidente: Domenico Luzzara
- General Manager: Erminio Favalli
- Direttore sportivo: Cesare Morselli
- Segretari: rag Lalla Bacchetta e cav. Nedo Bettoli

Area tecnica
- Allenatore: Bruno Mazzia
- Secondo allenatore: Bernardino Busi
- Allenatore primavera: Luciano Cesini
- Massaggiatore: Luigi Rivetti

## Rosa
| N. |                   | Ruolo | Calciatore         |
| -- | ----------------- | ----- | ------------------ |
|    | Italia (bandiera) | C     | Pierangelo Avanzi  |
|    | Italia (bandiera) | A     | Edi Bivi           |
|    | Italia (bandiera) | A     | Alviero Chiorri    |
|    | Italia (bandiera) | A     | Gianfranco Cinello |
|    | Italia (bandiera) | D     | Filippo Citterio   |
|    | Italia (bandiera) | D     | Giuseppe Favalli   |
|    | Italia (bandiera) | C     | Roberto Galletti   |
|    | Italia (bandiera) | D     | Felice Garzilli    |
|    | Italia (bandiera) | D     | Luigi Gualco       |
|    | Italia (bandiera) | A     | Attilio Lombardo   |

| N. |                   | Ruolo | Calciatore            |
| -- | ----------------- | ----- | --------------------- |
|    | Italia (bandiera) | C     | Onofrio Loseto        |
|    | Italia (bandiera) | C     | Riccardo Maspero      |
|    | Italia (bandiera) | C     | Marco Merlo           |
|    | Italia (bandiera) | D     | Mario Montorfano      |
|    | Italia (bandiera) | A     | Federico Paini        |
|    | Italia (bandiera) | C     | Enrico Piccioni       |
|    | Italia (bandiera) | P     | Michelangelo Rampulla |
|    | Italia (bandiera) | D     | Ivan Rizzardi         |
|    | Italia (bandiera) | A     | Antonio Statella      |
|    | Italia (bandiera) | P     | Giacomo Violini       |

## Risultati

### Serie B

#### Girone di andata
| Arbitro: | Acri (Novi Ligure) |

|                         |           |                               |
| Borrelli 13’ Soncin 82’ | Marcatori | 24’ (rig.) Cinello 86’ Gualco |

| Arbitro: | Di Cola (Avezzano) |

|                 |           |              |
| A. Lombardo 63’ | Marcatori | 57’ Gaudenzi |

| Arbitro: | Bruni (Arezzo) |

|  |           |             |
|  | Marcatori | 32’ Chiorri |

| Arbitro: | Fabricatore (Roma) |

|            |           |  |
| Avanzi 52’ | Marcatori |  |

| Arbitro: | Quartuccio (Torre Annunziata) |

|           |           |             |
| Brondi 3’ | Marcatori | 81’ Cinello |

| Arbitro: | Beschin (Legnago) |

|                    |           |                                     |
| Bivi 2’ Cinello 5’ | Marcatori | 7’ (rig.), 33’ De Vitis 57’ Minaudo |

| Arbitro: | Bailo (Novi Ligure) |

|               |           |             |
| Pierleoni 64’ | Marcatori | 69’ Cinello |

| Arbitro: | Amendolia (Messina) |

|  |           |                           |
|  | Marcatori | 78’ Eranio 91’ Quaggiotto |

| Taranto 6 novembre 1988 9ª giornata | Taranto         | 0 – 0 | Cremonese | Stadio Erasmo Iacovone\| Arbitro: \| Guidi (Bologna) \| |
| Arbitro:                            | Guidi (Bologna) |       |           |                                                         |

| Cremona 13 novembre 1988 10ª giornata | Cremonese        | 0 – 0 | Bari | Stadio Giovanni Zini\| Arbitro: \| Cornieti (Forlì) \| |
| Arbitro:                              | Cornieti (Forlì) |       |      |                                                        |

| Arbitro: | Bruni (Arezzo) |

|  |           |            |
|  | Marcatori | Avanzi 35’ |

| Cremona 27 novembre 1988 12ª giornata | Cremonese           | 0 – 0 | Parma | Stadio Giovanni Zini\| Arbitro: \| Coppetelli (Tivoli) \| |
| Arbitro:                              | Coppetelli (Tivoli) |       |       |                                                           |

| Arbitro: | Quartuccio (Torre Annunziata) |

|                         |           |  |
| Ciocci 57’ Simonini 60’ | Marcatori |  |

| Arbitro: | Felicani (Bologna) |

|                 |           |  |
| Bivi 73’ (rig.) | Marcatori |  |

| Arbitro: | Guidi (Bologna) |

|  |           |          |
|  | Marcatori | 57’ Bivi |

| Arbitro: | Ceccarini (Livorno) |

|  |           |                             |
|  | Marcatori | 46’ (rig.) Bivi 61’ Chiorri |

| Arbitro: | Nicchi (Arezzo) |

|            |           |             |
| Avanzi 12’ | Marcatori | 56’ Marulla |

| Arbitro: | Fabricatore (Roma) |

|            |           |  |
| Onorato 3’ | Marcatori |  |

| Arbitro: | Frattin (Castelfranco Veneto) |

|                                                 |           |                           |
| Avanzi 22’ A. Lombardo 28’ Bivi 57’, 63’ (rig.) | Marcatori | 19’ La Rosa 77’ G. Romano |

#### Girone di ritorno
| Arbitro: | Bruni (Arezzo) |

|                     |           |  |
| Gualco 46’ Bivi 78’ | Marcatori |  |

| Arbitro: | Acri (Novi Ligure) |

|               |           |            |
| Casiraghi 17’ | Marcatori | 26’ Avanzi |

| Arbitro: | Pucci (Firenze) |

|                                  |           |                    |
| Citterio 11’ Bivi 30’ Cinello 8’ | Marcatori | 44’ (aut.) Maspero |

| Arbitro: | F. Baldas (Trieste) |

|                          |           |                      |
| Parpiglia 24’ Baiano 27’ | Marcatori | 39’ Bivi 42’ Cinello |

| Cremona 5 marzo 1989 24ª giornata | Cremonese       | 0 – 0 | Ancona | Stadio Giovanni Zini\| Arbitro: \| Boggi (Salerno) \| |
| Arbitro:                          | Boggi (Salerno) |       |        |                                                       |

| Arbitro: | Paparesta (Bari) |

|                |           |              |
| A. Paganin 25’ | Marcatori | 50’ Piccioni |

| Arbitro: | Cornieti (Forlì) |

|                      |           |  |
| Cinello 43’ Bivi 90’ | Marcatori |  |

| Arbitro: | Amendolia (Messina) |

|                 |           |  |
| D. Fontolan 84’ | Marcatori |  |

| Arbitro: | Pucci (Firenze) |

|                      |           |  |
| Bivi 31’, 55’ (rig.) | Marcatori |  |

| Arbitro: | Quartuccio (Torre Annunziata) |

|                                       |           |  |
| Monelli 17’ Carbone 43’ Maiellaro 52’ | Marcatori |  |

| Arbitro: | Bailo (Novi Ligure) |

|                 |           |  |
| A. Lombardo 41’ | Marcatori |  |

| Arbitro: | Coppetelli (Tivoli) |

|            |           |                 |
| Di Già 28’ | Marcatori | 43’ A. Lombardo |

| Arbitro: | Felicani (Bologna) |

|                                         |           |  |
| Bivi 48’ (rig.) Cinello 61’, 70’ (rig.) | Marcatori |  |

| Arbitro: | Dal Forno (Ivrea) |

|             |           |  |
| Signori 34’ | Marcatori |  |

| Cremona 21 maggio 1989 34ª giornata | Cremonese       | 0 – 0 | Catanzaro | Stadio Giovanni Zini\| Arbitro: \| Guidi (Bologna) \| |
| Arbitro:                            | Guidi (Bologna) |       |           |                                                       |

| Cremona 28 maggio 1989 35ª giornata | Cremonese         | 0 – 0 | Brescia | Stadio Giovanni Zini\| Arbitro: \| Frigerio (Milano) \| |
| Arbitro:                            | Frigerio (Milano) |       |         |                                                         |

| Arbitro: | Pairetto (Torino) |

|                   |           |                      |
| Baldieri 10’, 37’ | Marcatori | 55’ Cinello 57’ Bivi |

| Cremona 11 giugno 1989 37ª giornata | Cremonese     | 0 – 0 | Reggina | Stadio Giovanni Zini\| Arbitro: \| Longhi (Roma) \| |
| Arbitro:                            | Longhi (Roma) |       |         |                                                     |

| Arbitro: | Luci (Firenze) |

|               |           |                 |
| G. Romano 33’ | Marcatori | 75’ A. Lombardo |

#### Spareggio promozione
| Arbitro: | Pairetto (Torino) |

|                                           |                      |                                         |
| Bivi Chiorri Maspero Citterio A. Lombardo | Tiri di rigore 4 – 3 | Onorato Raggi Sasso G. Bagnato Armenise |

### Coppa Italia

#### Primo turno
| Arbitro: | Boemo (Cervignano del Friuli) |

|                              |           |  |
| Rizzardi 18’ A. Lombardo 32’ | Marcatori |  |

| Arbitro: | Pairetto (Torino) |

|                                                 |           |  |
| Vialli 21’, 73’ Dossena 34’, 40’ Vierchowod 54’ | Marcatori |  |

| Arbitro: | Boggi (Salerno) |

|  |           |             |
|  | Marcatori | 68’ Cinello |

| Arbitro: | Pucci (Firenze) |

|                      |           |  |
| Bivi 17’ Cinello 79’ | Marcatori |  |

| Arbitro: | Coppetelli (Tivoli) |

|            |           |  |
| Panero 12’ | Marcatori |  |

## Statistiche

### Statistiche di squadra
| Competizione | Punti | In casa | In casa | In casa | In casa | In casa | In casa | In trasferta | In trasferta | In trasferta | In trasferta | In trasferta | In trasferta | Totale | Totale | Totale | Totale | Totale | Totale | DR  |
| Competizione | Punti | G       | V       | N       | P       | Gf      | Gs      | G            | V            | N            | P            | Gf           | Gs           | G      | V      | N      | P      | Gf     | Gs     | DR  |
| ------------ | ----- | ------- | ------- | ------- | ------- | ------- | ------- | ------------ | ------------ | ------------ | ------------ | ------------ | ------------ | ------ | ------ | ------ | ------ | ------ | ------ | --- |
| Serie B      | 44    | 19      | 9       | 8       | 2       | 23      | 10      | 19           | 4            | 10           | 5            | 17           | 20           | 38     | 13     | 18     | 7      | 40     | 30     | +10 |
| Coppa Italia | 6     | 2       | 2       | 0       | 0       | 4       | 0       | 3            | 1            | 0            | 2            | 1            | 6            | 5      | 3      | 0      | 2      | 5      | 6      | -1  |
| Totale       |       | 21      | 11      | 8       | 2       | 27      | 10      | 22           | 5            | 10           | 7            | 18           | 26           | 43     | 16     | 18     | 9      | 45     | 36     | +9  |

### Statistiche dei giocatori
| Giocatore     | Serie B  | Serie B | Serie B     | Serie B    | Coppa Italia | Coppa Italia | Coppa Italia | Coppa Italia | Totale   | Totale | Totale      | Totale     |
| Giocatore     | Presenze | Reti    | Ammonizioni | Espulsioni | Presenze     | Reti         | Ammonizioni  | Espulsioni   | Presenze | Reti   | Ammonizioni | Espulsioni |
| ------------- | -------- | ------- | ----------- | ---------- | ------------ | ------------ | ------------ | ------------ | -------- | ------ | ----------- | ---------- |
| P. Avanzi     | 33       | 5       | ?           | ?          | ?            | ?            | ?            | ?            | 33+      | 5+     | ?           | ?          |
| E. Bivi       | 34       | 14      | ?           | ?          | ?            | ?            | ?            | ?            | 34+      | 14+    | ?           | ?          |
| A. Chiorri    | 13       | 2       | ?           | ?          | ?            | ?            | ?            | ?            | 13+      | 2+     | ?           | ?          |
| G. Cinello    | 32       | 10      | ?           | ?          | ?            | ?            | ?            | ?            | 32+      | 10+    | ?           | ?          |
| F. Citterio   | 37       | 1       | ?           | ?          | ?            | ?            | ?            | ?            | 37+      | 1+     | ?           | ?          |
| G. Favalli    | 2        | 0       | ?           | ?          | ?            | ?            | ?            | ?            | 2+       | 0+     | ?           | ?          |
| R. Galletti   | 23       | 0       | ?           | ?          | ?            | ?            | ?            | ?            | 23+      | 0+     | ?           | ?          |
| F. Garzilli   | 28       | 0       | ?           | ?          | ?            | ?            | ?            | ?            | 28+      | 0+     | ?           | ?          |
| L. Gualco     | 31       | 2       | ?           | ?          | ?            | ?            | ?            | ?            | 31+      | 2+     | ?           | ?          |
| A. Lombardo   | 37       | 5       | ?           | ?          | ?            | ?            | ?            | ?            | 37+      | 5+     | ?           | ?          |
| O. Loseto     | 22       | 0       | ?           | ?          | ?            | ?            | ?            | ?            | 22+      | 0+     | ?           | ?          |
| R. Maspero    | 29       | 0       | ?           | ?          | ?            | ?            | ?            | ?            | 29+      | 0+     | ?           | ?          |
| M. Merlo      | 34       | 0       | ?           | ?          | ?            | ?            | ?            | ?            | 34+      | 0+     | ?           | ?          |
| M. Montorfano | 31       | 0       | ?           | ?          | ?            | ?            | ?            | ?            | 31+      | 0+     | ?           | ?          |
| F. Paini      | 1        | 0       | ?           | ?          | ?            | ?            | ?            | ?            | 1+       | 0+     | ?           | ?          |
| E. Piccioni   | 35       | 1       | ?           | ?          | ?            | ?            | ?            | ?            | 35+      | 1+     | ?           | ?          |
| M. Rampulla   | 38       | -30     | ?           | ?          | ?            | ?            | ?            | ?            | 38+      | -30+   | ?           | ?          |
| I. Rizzardi   | 34       | 0       | ?           | ?          | ?            | ?            | ?            | ?            | 34+      | 0+     | ?           | ?          |